# Elizabeth Anita Widjaja
Pour les articles homonymes, voir Widjaja.
Elizabeth Anita Widjaja (née en 1951) est une chercheuse en taxonomie des bambous à l'Herbarium Bogoriense, Division de la botanique, au Centre de recherche biologique de l'Institut indonésien des sciences à Bogor (Indonésie),,,.

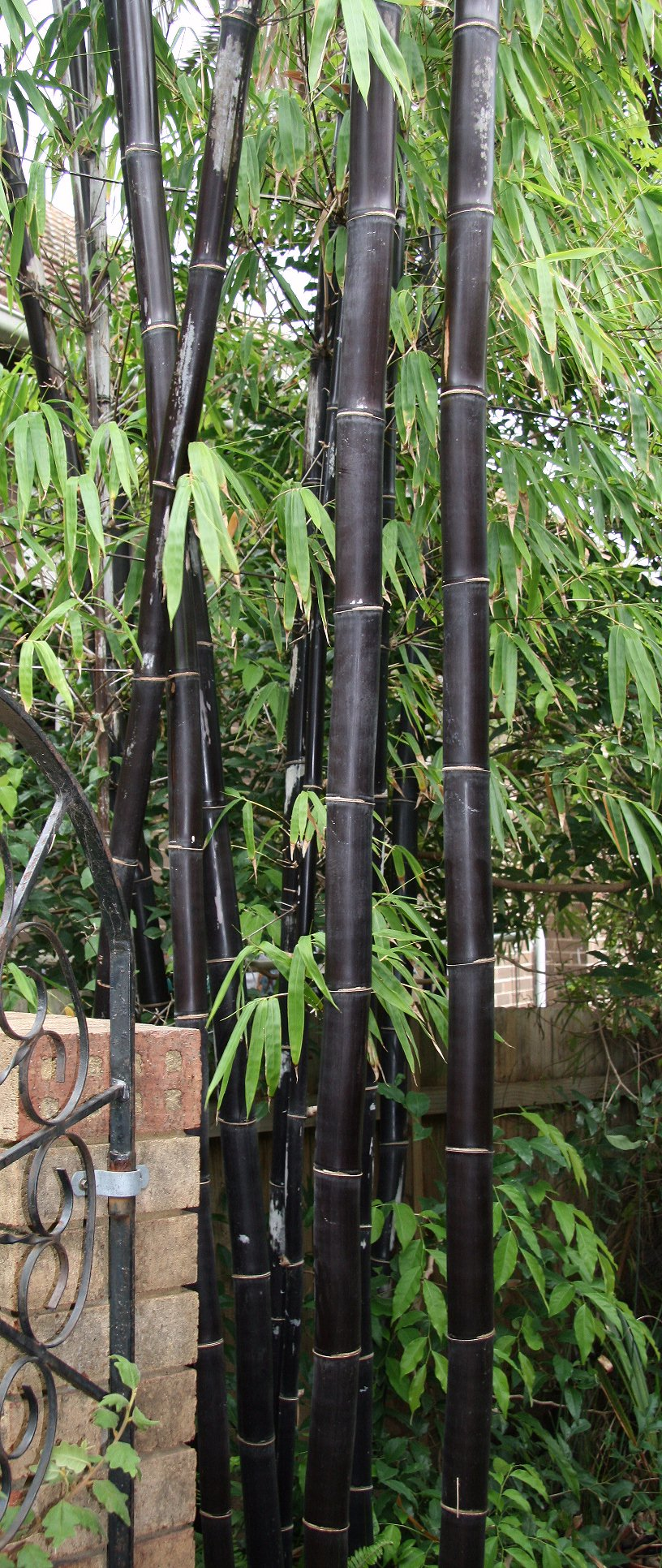
Spécimens de Bambusa lako, à Sydney.

Elle est particulièrement intéressée par les bambous indonésiens et malais et milite en faveur de la culture du bambou pour la prévention de l'érosion.
Elizabeth Anita Widjaja a récemment déclaré, à propos de la culture du bambou comme source de biocarburant, que :
« C'est une source très importante. En outre, il est facile de travailler avec du bambou, si bien que la recherche sur les biocarburants à base de bambou devrait être moins coûteuse. »
L'espèce Bambusa lako (bambou noir de Timor) a été décrite et séparée du bambou noir indonésien, Gigantochloa atroviolacea, par Elizabeth Anita Widjaja en 1997, car son apparence (morphologie) est différente.

## Œuvres
- Identikit jenis-jenis bambu di Jawa (Variétés de bambous de Java) w/Kartikasari, S. N. (Sri Nurani), 2001,  (ISBN 979-579-035-8)[7]
- Identikit jenis-jenis bambu di Kepulauan Sunda Kecil (Variétés de bambous des Petites îles de la Sonde) w/Kartikasari, S. N. (Sri Nurani), 2001,  (ISBN 979-579-034-X)[8]

## Récompenses
- Prix de la Journée internationale de la biodiversité, 1999, décerné par le ministère de l'Environnement de l'Indonésie[4].
- Prix du président de l'Indonésie, 2000[4].
- Médaille Harsberger, pour ses études ethnobotaniques (décernée par la Société des ethnobotanistes, Inde), 2001[4].